# São Paulo Fashion Week
São Paulo Fashion Week (SPFW) é o maior evento de moda do Brasil e o mais importante da América Latina, além de ser a quinta maior Semana de Moda do mundo, depois das de Paris, Milão, Nova York e Londres.
O evento acontece de modo semi-anual, reunindo estilistas e grifes brasileiras, super modelos, celebridades, grandes mídias, convidados e importantes compradores do universo fashion. Após anos de sucesso, o evento se consolidou como uma forma de convivência para que diversas marcas brasileiras do mundo fashion participem do ambiente de inovação do mundo da moda. Além disso, foi determinante para o desenvolvimento do setor economicamente e industrialmente, e para profissionalizar produtores, estilistas e todos que fazem parte do mercado da moda.
No decorrer dos anos, os investimentos no evento cresceram de 600 mil reais em sua primeira edição para mais de 5 milhões de reais por edição. Também houve um aumento significativo do número de estilistas que participam do evento: de 21 para 34 participantes. Por isso, hoje a SPFW é o evento de moda mais importante da América Latina e do Hemisfério Sul e aparece entre as cinco mais importantes semanas de moda do mundo, ao lado de Paris, Milão, Nova Iorque e Londres. O evento que costuma durar uma semana, permite que as coleções e desfiles de estilistas renomados sejam apreciados sendo, assim, relevante para que a indústria preveja tendências futuras, por isso a organização é feita meses antes da estação, pra dar tempo de comercializar.
Grandes veículos jornalísticos internacionais já fizeram e/ou fazem ainda hoje a cobertura dos desfiles, como Vogue, Elle, Vanity Fair, Harper's Bazaar e Cosmopolitan. Na imprensa brasileira, o evento conta hoje com mais de dois mil profissionais para fazer a cobertura jornalística - nos primeiros anos, apenas 250 jornalistas a fizeram. Algumas das modelos mais famosas do mundo como Naomi Campbell, Candice Swanepoel, Karolina Kurkova e Kate Moss já desfilaram no evento. O objetivo da São Paulo Fashion Week não é apenas de divulgar o trabalho dos criadores brasileiros, mas também de organizar a produção de moda do Brasil, tornar os desfiles do país internacionais e potencializar novos negócios no setor.

## História

### Década de 1990
Em 1995, o produtor de eventos Paulo Borges e a empresária Cristiana Arcangeli, dona da marca de cosméticos Phytoervas, firmaram uma parceria que fundaria um evento de moda. Naquela época, o SPFW tinha o nome de Phytoervas Fashion O Brasil não tinha nenhuma semana de moda e suas tendências eram espelhadas na Europa, com muitas importações do exterior. Por isso, Paulo Borges tinha o desejo de fazer com que os estilistas brasileiros fossem reconhecidos pelas suas criações e Cristiana Arcangeli, por sua vez, declarou que a sua intenção com a parceria era apenas de divulgar sua empresa. Era necessário que, uma moda essencialmente brasileira, inspirada na cultura do próprio país, fosse criada e reconhecida.
Foi em 1994 que aconteceu a primeira edição do Phytoervas Fashion, em um galpão da Vila Olímpia, em São Paulo, que reuniu nomes que atualmente são grandes referências na indústria da moda brasileira. Com duração de três dias e três desfiles, os estilistas que participaram do evento foram Walter Rodrigues, Sonia Maalouli e Alexandre Herchcovitch, respectivamente, esses se empenhavam em se preocupar mais com a moda e menos com a mídia. Além destes nomes, Glória Coelho e Ronaldo Fraga também começaram sua carreira durante as edições dos desfiles.
Em 1996, Paulo Borges decidiu desligar-se da empresa Phytoervas e com sua organização, o Grupo Luminosidade, fechou outra parceria, desta vez com o Shopping Morumbi. Assim, o evento agora recebia o nome de Morumbi Fashion Week, com 7 desfiles por dia e apresentando 31 marcas. Seu objetivo era consolidar o calendário de moda brasileira.
No ano seguinte, em 1997, a marca Phytoervas Fashion foi transformado em uma competição e se chamava Phytoervas Fashion Award. Estilistas, jornalistas e publicitários eram premiados no evento que tinha duas edições por ano. Em 1998, a modelo Gisele Bündchen ganhou o prêmio de melhor modelo do Brasil, encerrando as atividades da premiação.
Em 1999, o canal de televisão norte-americano E! Entertainment Television começou a cobrir o Morumbi Fashion Week. Nesta edição, a modelo inglesa Kate Moss desfilou para a coleção de verão da grife Ellus, atraindo um grande número de público presente. Entre 1998 e 2000, diversas marcas internacionais como Chanel, Versace e Gucci começaram a abrir lojas no Brasil. Esse fato trouxe uma mudança significativa para a indústria têxtil do país. Impactados pela abertura da economia, promovida pelo Governo Collor, os empresários brasileiros se viram prontos para investir em tecnologia de ponta, maquinário e mão-de-obra especializada, para renovar e qualificar o mercado nacional, bem como se preparar para concorrer com o mercado internacional, que começava a se instalar no Brasil.
Profissionais de diversos áreas, como: estilistas, produtores, modelos, patrocinadores, tecelagens, jornalistas, agências, indústrias e técnicos se profissionalizaram e ganharam espaço no nicho da moda, graças à criação da semana de moda. Foi nesse período que começaram a surgir as supermodelos brasileiras, como Shirley Mallmann, Gisele Bündchen, Isabeli Fontana, Adriana Lima, Alessandra Ambrósio, dentre outras. Hoje, todas elas têm carreira e fama internacional, que trouxeram maior renome e prestígio ao evento. Foi também durante esses anos que muitas marcas brasileiras como Fórum, Triton, Ellus, Zoomp, Zapping, Maria Bonita, Reinaldo Lourenço, Glória Coelho, Alexandre Herchcovitch, Amir Slama, Jum Nakao, Walter Rodrigues, Iódice e Fause Haten começaram a ter fama internacionalmente.

### Século XXI

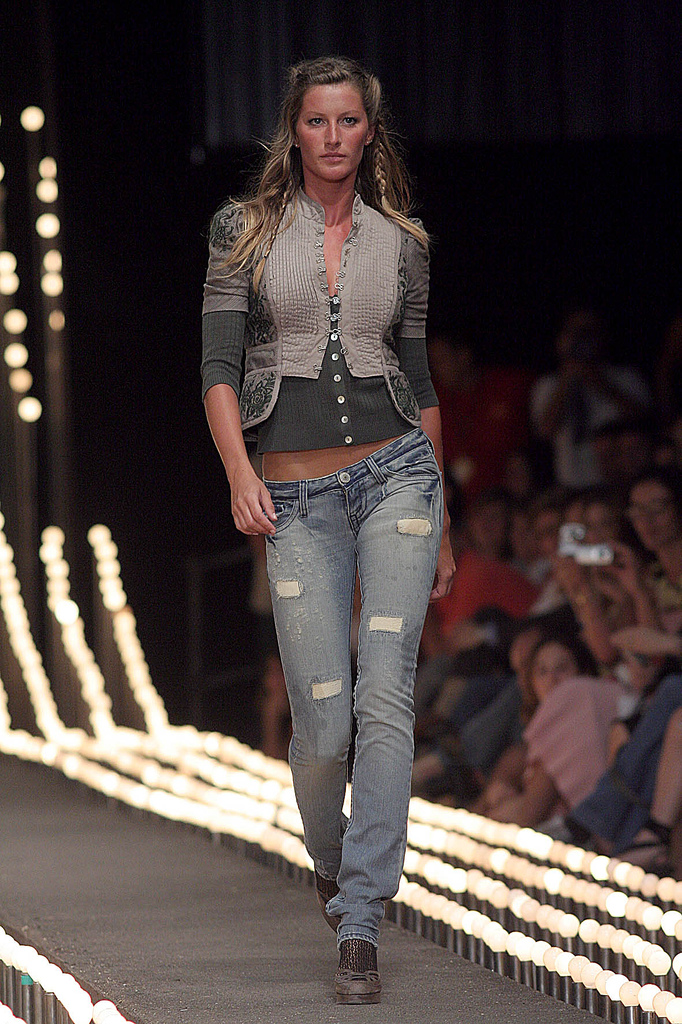
Gisele Bundchen, uma das modelos brasileiras de maior sucesso, na São Paulo Fashion Week de 2006, desfilando pela Colcci.

Foi no ano de 2001, apenas, que a semana de moda brasileira passou a se chamar São Paulo Fashion Week, marcando assim o nascimento da Semana de Moda como é conhecida atualmente. No primeiro ano como SPFW, o evento recebeu a coleção de verão da grife Swarovski, que trouxe de Nova Iorque peças de ornamentos feitos com pedrarias, criadas pelas marcas Dolce & Gabbana, Alexander McQueen e Vivienne Westwood, o que acabou provando que o Brasil estava preparado para realizar uma semana de moda de grande porte e ganhar status respeitável no exterior.
O SPFW foi considerado o primeiro evento de moda a se conscientizar com a quantidade de emissão de carbono, pelo fato de ser realizado em parques públicos da Cidade de São Paulo, e desde 2007 até atualmente foram mais de 40 mil árvores plantadas em nome do evento.
Em 2008, o Grupo Luminosidade se associou a empresa holding InBrands. A partir da ação, começaram a promover a SPFW em conjunto. A parceria proporcionou um número maior de investidores e patrocinadores para o evento, movimentando ainda mais o mercado fashion brasileiro.
No ano de 2013, os desfiles de primavera-verão, que aconteciam em junho, foram transferidos para março e os desfiles de outono-inverno, que aconteciam em janeiro, foram transferidos para outubro. Desde então, os desfiles passaram a ocorrer 6 meses antes das peças chegarem às lojas, possibilitando, assim, uma melhoria na produção, logística e distribuição das marcas que desfilam no evento.
Entretanto, a Semana de Moda que aconteceu em outubro de 2016 foi a última edição a seguir este calendário. Em maio de 2016, o idealizador do evento, Paulo Borges, anunciou que a SPFW iria se desprender das estações do ano e adotar o movimento  See now, buy now ("veja agora, compre agora").  Com a velocidade imposta pelas redes sociais, o novo formato "see now, buy now" visa se aproximar das gerações Y e Z e saciar um desejo de consumo imediato. O modelo ainda está em processo de experimentação em escala global e divide a opinião de estilistas. Alguns exemplos de grifes internacionais que já adotaram o modelo são a Burberry e Tom Ford.

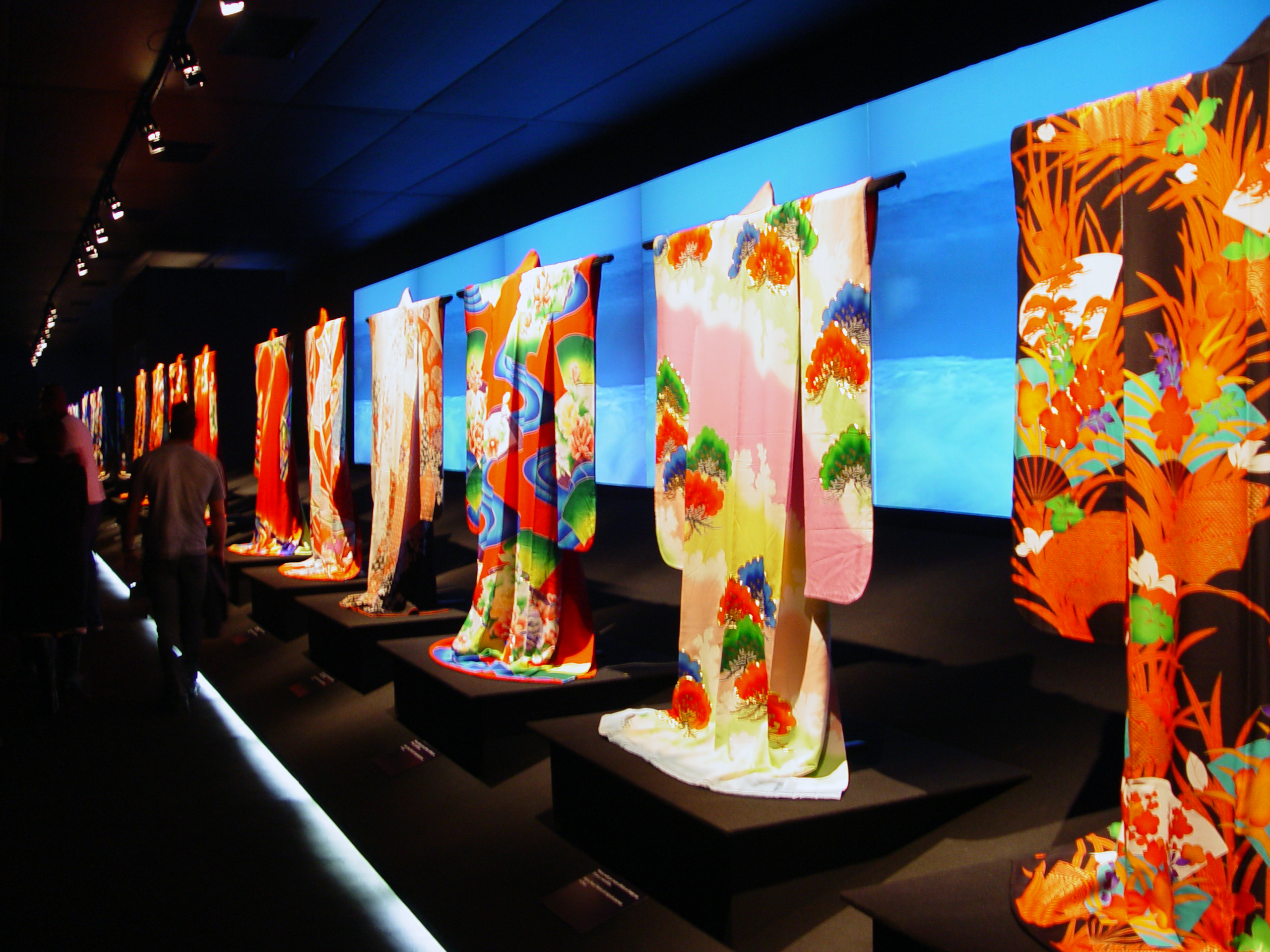
Entrada do SPFW de 2008

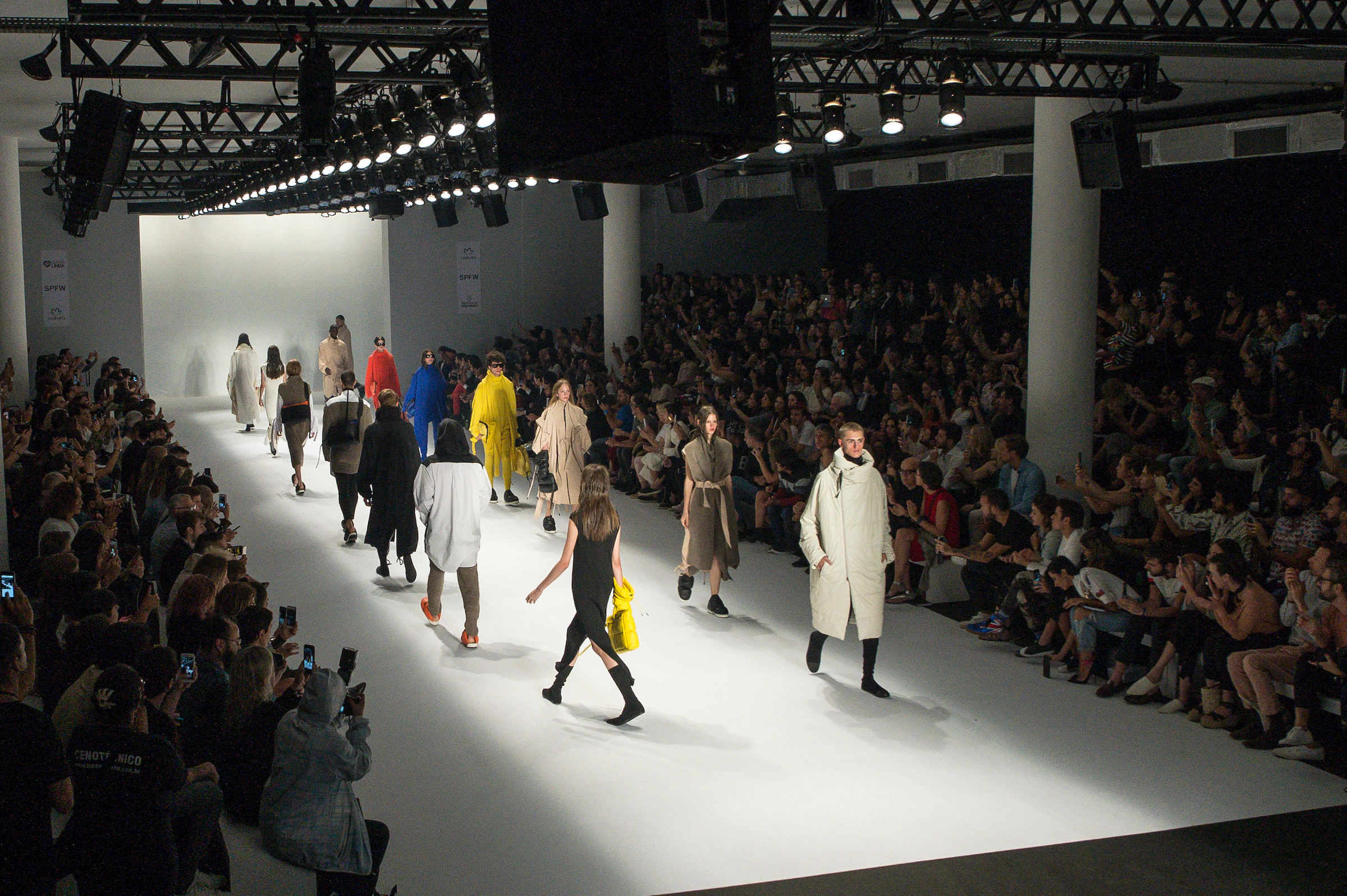
Desfile da marca Osklen na 43ª edição do São Paulo Fashion Week

A edição de maio de 2016 abandonou a nomenclatura Verão 2017 e se tornou SPFW N41, fazendo referência a 41ª vez que o evento acontece. Assim, os estilistas não precisam mais apresentar obrigatoriamente uma coleção dividida por estação. Nessa mesma edição, a Riachuelo apresentou as peças da coleção assinada por Karl Lagerfeld e, logo após o desfile, montou uma loja na passarela para que os produtos pudessem ser comprados na hora. As 2000 peças disponíveis se esgotaram em menos de uma hora.
A 42ª edição do evento ocorreu em outubro de 2016, o evento que divulgou as coleções da temporada de inverno de 2017 ocupou lugares como o Parque Ibirapuera, FAAP, MASP e o Iguatemi, contou com mais de 30 desfiles apresentando as tendências de moda, maquiagem e acessórios para o ano seguinte. A edição contou também com exposições como a "Lino + Miro - A construção da imagem" e a exposição fotográfica "Essência" de Rodrigo Bueno. Houve também a adição à agenda oficial do SPFW feito pelo Shopping Iguatemi o projeto "Fio Da Meada" com programação multidisciplinar, com diversos conteúdos e grandes nomes no mundo da moda.
O próximo passo vai acontecer em 2017, quando as datas do evento semi-anual deixam de ser em maio e outubro e começam a acontecer em março e junho. Portanto, logo depois de desfiladas, as coleções vistas já estarão nas lojas. Para isso acontecer e o produto ser entregue a tempo, compradores e a imprensa terão acesso as roupas antes - e precisarão se comprometer a não divulgar nada com um contrato de embargo.

Entre os dias 13 a 17 de março de 2017 ocorreu a 43ª edição do evento. Esta edição contou com 41 marcas desfilando sendo 15 destas marcas estreantes. Neste ano também veio uma novidade, o Projeto Estufa, uma plataforma que veio para ampliar as possibilidades e coordenar aquilo que está acontecendo no mercado da moda, um meio de apresentar novos método
s de criação, distribuição e produção. As marcas ou “speakers” eram selecionados para os encontros do projeto e eram responsáveis por ilustrar a diversidade da produçãoe do pensamento criativo neste mercado no Brasil, buscando assim provocar diálogos e reflexões no público.